# Itezhi Tezhi
Itezhi Tezhi è un centro abitato dello Zambia, situato nella Provincia Centrale e in particolare nel Distretto di Itezhi Tezhi.